# Phytosciara fumida
Phytosciara fumida är en tvåvingeart som beskrevs av Werner Mohrig 1999. Phytosciara fumida ingår i släktet Phytosciara och familjen sorgmyggor. Inga underarter finns listade i Catalogue of Life.